# Малаховский, Юрий Евгеньевич
Юрий Евгеньевич Малаховский (17 сентября 1932 года Симферополь, РСФСР, СССР — 7 августа 2004 года Новокузнецк , Кемеровская область Российская Федерация) — советский и российский врач, педиатр, доктор медицинских наук, профессор.

## Биография
Родился 17 сентября 1931 (по документам  1932 года) в Симферополе (Крым). В раннем детстве вместе с семьёй поехал к ссыльному отцу в Енисейск, затем в Омск.  После ареста матери жил в детском доме в Тюмени, затем у тёти в Томске. После окончания средней школы поступил в Томский медицинский институт.

В 1956 году окончил лечебный факультет Томского медицинского института. После окончания института работал в г. Канске Красноярского края. 
 Использовал метод стеранальной пункции иглой Дыхно 
В 1958 году переехал в г. Кемерово и стал работать детским инфекционистом. Окончил ординатуру.

В 1963 году возглавил вновь организованное детское гематологическое отделение в областной детской больнице. Одновременно с административной и лечебной, занимался научной деятельностью.

В 1966 году защитил кандидатскую диссертацию "Болезнь Верльгофа у детей. Клиника, диагностика и лечение. " (г. Омск). Научный руководитель академик АМН СССР И. А. Кассирский.

В 1974 году защитил докторскую диссертацию «Хронические заболевания печени у детей. Клинико-морфологические параллели.» (г. Москва). Научный руководитель академик АМН СССР Н. И. Нисевич.

В 1975 году заведующий кафедрой педиатрии Новокузнецкого института усовершенствования врачей.

Учёное звание «профессор» присвоено в 1983 году. Врач высшей категории по педиатрии..

С 1991 по 1998 год заведующий кафедрой детских болезней № 1 Красноярской медицинской академии.

С 1999 по 2004 год работал в Израиле.

В 2004 году тяжелобольным вернулся на Родину и 7 августа 2004 года скончался в Новокузнецке. Похоронен в Новокузнецке.

## Научная деятельность
Под научным руководством Ю. Е. Малаховского подготовлено 21 кандидатская диссертация. Научная деятельность направлена на изучение актуальных проблем детской пульмонологии, гематологии, гепатологии, инфузионной терапии и экстракорпоральной детоксикации.

Профессор Ю. Е. Малаховский занимал общественные должности:
- Председатель городского общества детских врачей в г. Новокузнецке
- Член Всесоюзной комиссии по детской гематологии
- Научный руководитель и консультант онко-гематологического центра в г. Новокузнецке
- Член диссертационного Совета по педиатрии Красноярской государственной медицинской академии.

Ю. Е. Малаховским опубликовано 169 научных работ.

Соавтор руководства по педиатрии «Болезни печени и желчных путей» (М., Медицина, 1980); в монографии «Гипохромные анемии» (М.,Медицина, 1981) им написан раздел «Железодефицитные состояния у детей».

## Память
В честь Юрия Евгеньевича Малаховского в сентябре 2019 года названа 4 детская клиническая больница в Новокузнецке.